# Тристаннид пентабария
Тристаннид пентабария — бинарное интерметаллическое неорганическое соединение
бария и олова
с формулой Ba5Sn3,
кристаллы.

## Получение
- Сплавление стехиометрических количеств чистых веществ:

{\displaystyle {\mathsf {5Ba+3Sn\ {\xrightarrow {T}}\ Ba_{5}Sn_{3}}}}

## Физические свойства
Тристаннид пентабария образует кристаллы
тетрагональной сингонии,
пространственная группа I 4/mcm,
параметры ячейки a = 0,8959 нм, c = 1,6941 нм, Z = 4
структура типа триборида пентахрома Cr5B3
.
Соединение разлагается при температуре >1000°С
.